# Comté de Chilton
Pour les articles homonymes, voir Chilton.
Le comté de Chilton est un comté des États-Unis, situé dans l'État de l'Alabama.
C'est un dry county.

## Histoire
Le comté a été fondé le 30 décembre 1868 sous le nom de Comté de Baker (Baker County), en l'honneur d'Alfred Baker. Son siège était alors Grantville.
Les habitants lancent une pétition afin de renommer le comté. Le 17 décembre 1874, les habitants acceptent la proposition Comté de Chilton. On ne sait pas quand le siège du comté a été déplacé.

## Géographique
Lors du recensement de 2000, le comté avait une superficie totale de 1 815,0 km2, dont 1 797,4 km2 de terre (99,03 %) et 17,6 km2 d'eau (0,97 %).

## Démographie
| 1870  | 1880   | 1890   | 1900   | 1910   | 1920   |
| ----- | ------ | ------ | ------ | ------ | ------ |
| 6 194 | 10 793 | 14 549 | 16 522 | 23 187 | 22 770 |

| 1930   | 1940   | 1950   | 1960   | 1970   | 1980   |
| ------ | ------ | ------ | ------ | ------ | ------ |
| 24 579 | 27 955 | 26 922 | 25 693 | 25 180 | 30 612 |

| 1990   | 2000   | 2010   | - | - | - |
| ------ | ------ | ------ | - | - | - |
| 32 458 | 39 593 | 43 643 | - | - | - |

### Principales autoroutes
- Interstate 65
- U.S. Route 31
- U.S. Route 82
- Alabama State Route 22
- Alabama State Route 139
- Alabama State Route 145
- Alabama State Route 155

### Comtés adjacents
- Comté de Shelby (nord)
- Comté de Coosa (est)
- Comté d'Elmore (sud-est)
- Comté d'Autauga (sud)
- Comté de Perry (sud-ouest)
- Comté de Dallas (sud-ouest)
- Comté de Bibb (nord-ouest)

### Zone naturelle protégée
- Forêt nationale de Talladega (en partie)